# Nechakofloden

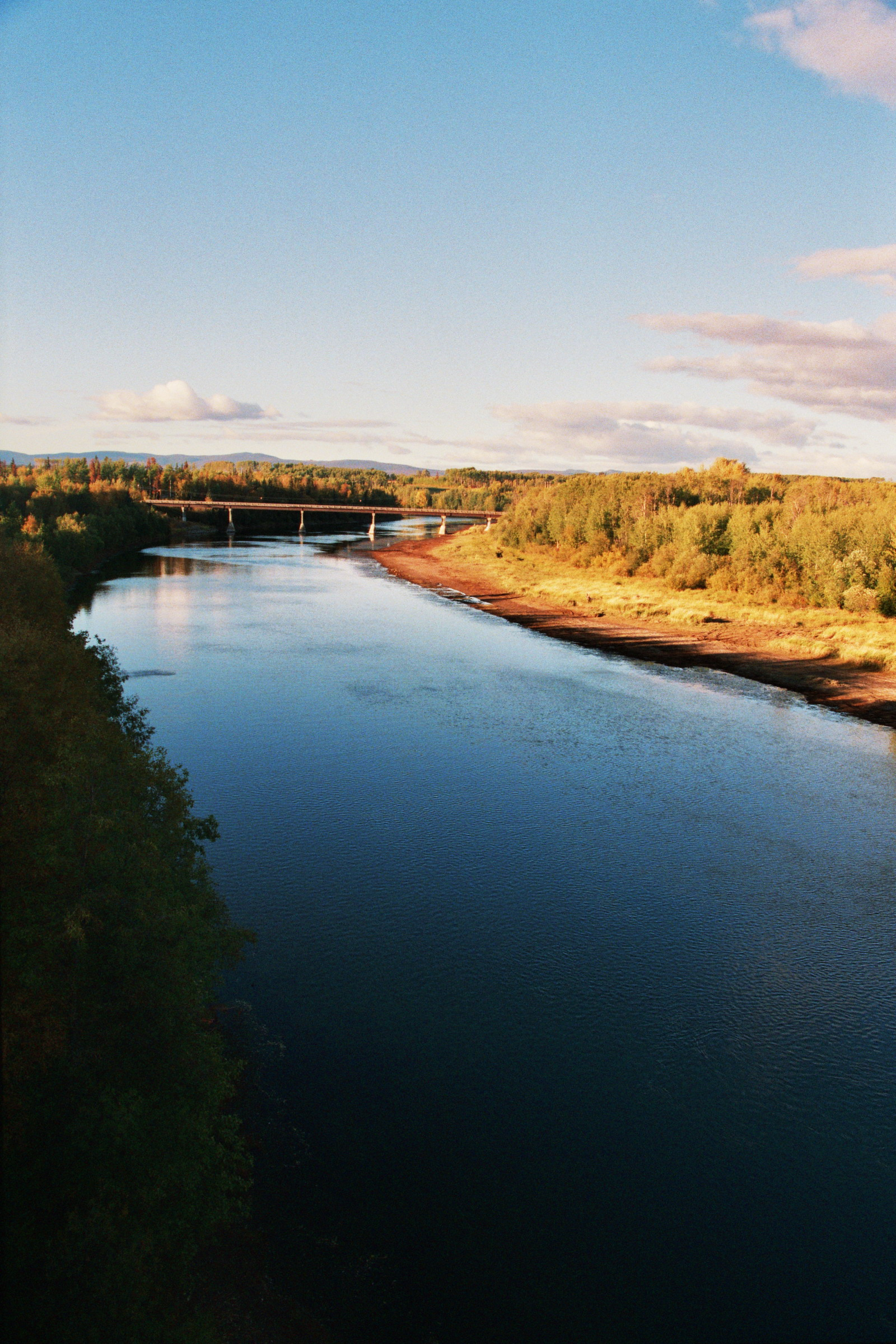
Nechakofloden (Nechako River) och bron Highway 16, vid Fort Fraser

Nechakofloden (engelska Nechako River) är en flod som har sin upprinnelse på Nechakoplatån i British Columbia, Kanada, och som rinner norrut mot Fort Fraser och därefter öster ut mot Prince George där den flyter ihop med Fraserfloden.  